# Trawler

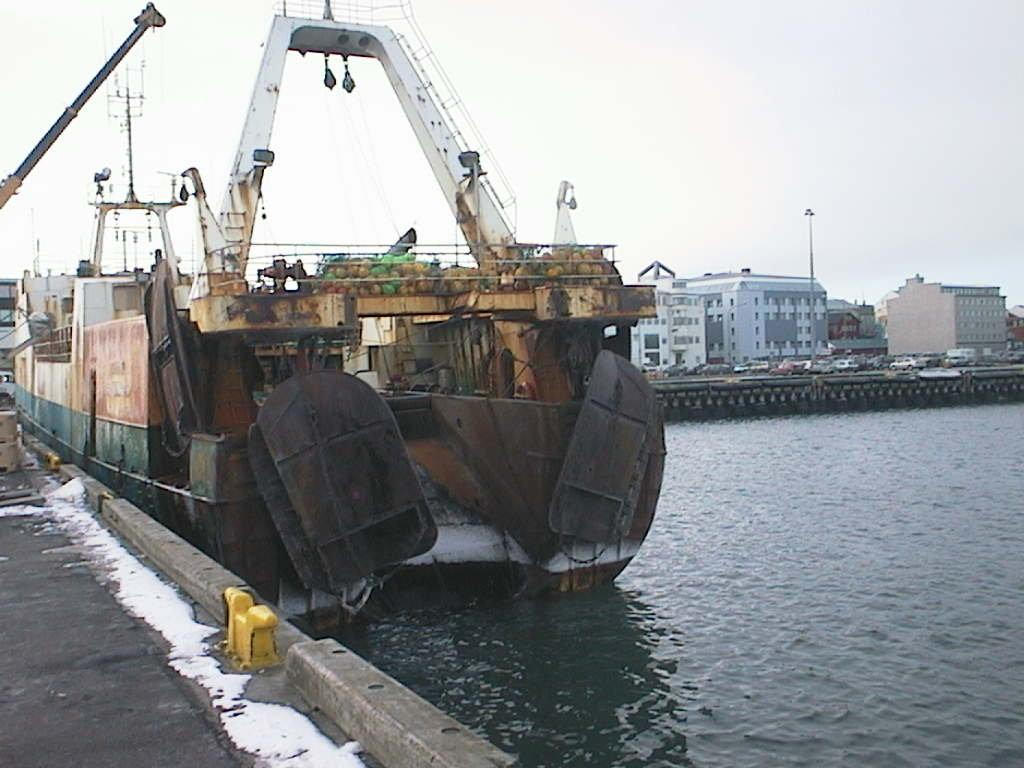
Trawler

Trawler – statek rybacki przystosowany do połowu ryb dennych za pomocą włoków dennych i pelagicznych (do połowu w toni) ciągnionych za statkiem. W Polsce budowane były głównie trawlery, trawlery przetwórnie i trawlery zamrażalnie.
Trawlery mają silnik dużej mocy, śrubę napędową o dużej średnicy i mocną budowę kadłuba. Pomimo stosunkowo niedużych rozmiarów dopuszczone są do żeglugi nieograniczonej. Ryby łowione mogą być z trawlera w stary sposób z burty lub w nowszy, z rufy. Trawlery-przetwórnie i zamrażalnie powstały z uwagi na konieczność polepszenia jakości ryb pochodzących z dalekich łowisk. Ryba przechodzi przez zmechanizowaną linię obróbki i dostarczana jest do statku bazy lub na ląd w postaci zdatnej do konsumpcji jak konserwy, filety, mączka rybna czy tran.